# Gudekota, Kudligi
Gudekota là một làng thuộc tehsil Kudligi, huyện Bellary, bang Karnataka, Ấn Độ.